# Karin Kock-Lindberg
Pour les articles homonymes, voir Kock et Lindberg.
Karin Kock-Lindberg (née Kock ; 2 juillet 1891 - 28 juillet 1976) est une femme politique suédoise (Parti social-démocrate suédois des travailleurs) et professeure d'économie. En 1947, elle est devenue la première femme à occuper un poste ministériel en Suède. Elle est également la première femme professeur d'économie en Suède. Karin Kock est connue sous le nom de Karin Kock-Lindberg après son mariage avec l'avocat Hugo Lindberg en 1936. 

## Biographie
Karin Kock est née à Stockholm et étudie à la London School of Economics et à l'université de Stockholm. Elle est chargée de cours à l'université de Stockholm en 1933-1938 et est nommée professeure d'économie en 1945, après avoir déjà exercé la fonction comme telle pendant plusieurs années.  
Elle publie plusieurs ouvrages en économie, sa spécialité étant les problèmes de crédit et de cycle commercial. Ses travaux en anglais comprennent sa thèse de doctorat A Study of Interest Rates (1929) et International Trade and the GATT (1969), ainsi que The National Income of Sweden 1861-1930 (1937), rédigée en collaboration avec deux autres économistes.  
Karin Kock reçoit plusieurs affectations officielles, comme conseillère économique à la Women's Workers Association en 1936 et déléguée du gouvernement à la Conférence internationale des travailleurs à Paris en 1945  Elle exerce les fonctions de ministre sans portefeuille de questions concernant l'économie en 1947-1948 et de ministre de la Fonction publique ( suédois : Folkhushållningsminister ) en 1948-1949.  
À la suite de la dissolution du Ministère de l'économie nationale en 1950, Karin Kock devient directrice de Statistics Sweden. Elle dirige l'agence de 1950 à 1957. En 1953 et 1954, elle est présidente de la Société suédoise de statistique. Elle devient membre de la Société américaine de statistique en 1956 et membre de l'Institut international de statistique en 1958.  
En tant que chef de la délégation suédoise à la Commission économique pour l'Europe des Nations unies, elle agit pendant quelques années comme présidente de sa session plénière à Genève.  
Karin Kock est également présidente de l'Akademiskt bildade kvinnors förening (Association des femmes académiciens) de 1926 à 1933 et vice-présidente de la Fédération internationale des femmes universitaires.  